# Sinhasa
Sinhasa é uma vila no distrito de Indore, no estado indiano de Madhya Pradesh.

## Demografia
Segundo o censo de 2001, Sinhasa tinha uma população de 4079 habitantes. Os indivíduos do sexo masculino constituem 54% da população e os do sexo feminino 46%. Sinhasa tem uma taxa de literacia de 41%, inferior à média nacional de 59.5%: a literacia no sexo masculino é de 52% e no sexo feminino é de 28%. Em Sinhasa, 18% da população está abaixo dos 6 anos de idade.